# Thai Rak Thai
Thai Rak Thai (en tailandés: ไทยรักไทย, literalmente. Tailandeses Aman lo Tailandés) fue un partido político de Tailandia. En 2001 se convirtió en el partido del gobierno al obtener la victoria electoral su líder y cofundador Thaksin Shinawatra, repitiendo victoria en 2005. No tiene una ideología clara aunque se le considera populista.
El partido fue fundado oficialmente el 14 de julio de 1998. Fue resultado de la voluntad de un grupo reducido de líderes de otras formaciones políticas preexistentes y un significativo número de políticos independientes de las corrientes ideológicas tradicionales. En las elecciones de 2001 obtuvo 248 de los 500 escaños de la Cámara de Representantes y gobernó en coalición con los partidos Phak Khwam Wang Mai y el Partido Nacional Tailandés. En la invalidadas elecciones del 2 de abril de 2006 obtuvo el 61,6% de votos y un total de 460 de los 500 escaños. 
Después del golpe de Estado de septiembre de 2006 que depuso al primer ministro y líder de la formación, Thaksin Shinawatra y tras la designación el 1 de octubre del general Surayud Chulanont como primer ministro interino del nuevo gobierno formado por la Junta Militar, un número significativo de dirigentes del Thai Rak Thai abandonaron la formación, incluido el depuesto Thaksin, Suranand Vejjajiva, Phinij Jarusombat y un total de hasta 60 diputados. El temor que manifestaron algunos de ellos es que la formación política sea ilegalizada y se inhabilite a sus militantes para ocupar cargo público durante cinco años.
El 30 de mayo de 2007, la Corte Constitucional ordenó la disolución del partido, acusado de fraude electoral. Junto a él, se inhabilitó a los dirigentes de la formación. Fue condenado por utilizar en su propio beneficio a la Comisión Electoral del Estado, así como por favorecer y financiar la creación de otros partidos políticos con el fin de dar validez a las elecciones generales celebradas en abril de 2006 y que habían sido objeto de boicot por la oposición y anuladas un mes más tarde.
Tras la disolución, buena parte de sus miembros se integraron en el Partido del Poder del Pueblo, con el que concurrieron a las elecciones generales de 2007, obteniendo la mayoría en la Cámara de Representantes.